# Philza
Philza（フィルザ、別名:Ph1LzA）（本名:Phillip Watson（フィリップ・ワトソン）、1988年3月1日 - ）は、イングランドのTwitchストリーマー、YouTuberである。『Minecraft』を死亡後に復活なしという最も難易度の高い設定でプレイする「Minecraftハードコアシリーズ」で知られている。過去には、Minecraftハードコアワールドの継続時間の世界最長記録を保持していた。2024年5月時点で、Twitchのフォロワーは430万人であった。

## 生い立ち
Phillip Watson（フィリップ・ワトソン）は、1988年3月1日に生まれた。出身地はイングランドのニューカッスル・アポン・タインである。
常勤のコンテンツクリエイターになるために仕事を辞めるまで、10年以上小売業に勤務しながらTwitchやYouTubeでコンテンツを制作していた。

## キャリア

### 初期（2006年 – 2013年）
2006年にYouTubeアカウントを作成し、『Halo 2』と『Skate 2』のコンテンツを投稿してチャンネルの運用を開始した。2009年にTwitch（当時のJustin.tv）アカウント「Philza」を作成した。

### Minecraftハードコアシリーズと初期の成長（2014年 – 2019年）
2014年には、「Minecraftハードコアシリーズ」を開始し、モブの攻撃力が高く、パーマデス、リスポーンなしという最も難易度の高い設定でプレイした。2019年4月に、Philzaが所持する当時の世界記録であった5年間のハードコアランが、エンチャントされたフル金装備を身に着けたベビーゾンビ、クモ、スケルトンの奇襲により終了したことで、シリーズは大きな注目を集めた。Philzaは、この出来事が自身のキャリアの転換点であり、Twitchでの視聴者数をストリームあたり平均5-15人から約180人に押し上げたと述べている。シリーズの成功により、最終的に小売業の仕事を辞め、常勤でコンテンツ制作に取り組むことになった。
2019年7月26日には、公式Minecraftシリーズの「Meet a Minecrafter」で紹介された。

### 継続的な成長（2020年 – ）
2021年10月には、2019年8月から2021年10月までのトップストリーマーの収益を明らかにしたTwitchのリークにPhilzaが登場した。Philzaはリストの47位に位置し、この期間に1,364,215.61ドルが支払われたと報告されている。
2023年、ワトソンは仲間のTwitchストリーマーやYouTuberのTommyInnit、Wilbur Soot、Slimecicle、Ranbooとともに、「The Sorry Boys」という新しいコメディグループのYouTubeチャンネルを立ち上げた。チャンネルでは主にスケッチコメディグループのVlogコンテンツを投稿していた。

## 慈善活動
2021年9月、仲間のストリーマー兼YouTuberであるTechnobladeが主催したチャリティーライブストリーム募金イベントに参加した。イベントでは『Minecraft』でのゲームが披露され、PhilzaはTechnobladeを追跡する「ハンター」の一人として登場した。32万4000ドル以上を集めることに成功し、アメリカ肉腫財団に寄付した。

## 私生活
妻であるアメリカ人のクリスティン・ロサレスとはTwitchで出会い、交際を始めた。2人は2020年3月12日、カリフォルニア州サンタアナの旧オレンジ郡裁判所で結婚した。

## 出演

### ウェブ
| 年   | タイトル           | 役     | エピソード | 出典                |
| ---- | ------------------ | ------ | ---------- | ------------------- |
| 2019 | Meet a Minecrafter | Philza | 1          | [ 6 ] [ 21 ] [ 22 ] |